# Perdita obliqua
Perdita obliqua là một loài Hymenoptera trong họ Andrenidae. Loài này được Timberlake mô tả khoa học năm 1928.